# George Abecassis
George Edgar Abecassis (* 21. März 1913 in Chertsey, Surrey; † 18. Dezember 1991 in Ibstone, Buckinghamshire) war ein britischer Automobilrennfahrer.

## Leben und Wirken
Abecassis wurde als Sohn US-amerikanischer Eltern geboren, die sich in den 1890er Jahren in London niederließen. Sein Vater war portugiesisch-jüdischen Ursprungs. Er selbst verbrachte Jahre seiner Jugend in Kalifornien, wohin seine Eltern zurücksiedelten, nachdem Großbritannien infolge des Ersten Weltkrieges von einer Wirtschaftskrise heimgesucht war.
1935 begann Abecassis seine Karriere in der britischen Rennszene, die sich auf Rennen in Brooklands und Donington Park konzentrierte und vom europäischen Motorsport weitgehend unabhängig agierte.
Nach dem Zweiten Weltkrieg, den er als Pilot der Royal Air Force absolvierte, gründete er gemeinsam mit John Heath die HWM-Automobilfirma und bestritt zahlreiche Rennen auf Alta, ERA und ab 1950 auch auf HWM. Auch im Sportwagenbereich war Abecassis aktiv, vor allem auf Aston Martin. Zu seinem größten Erfolgen zählten Klassensiege beim 24-Stunden-Rennen von Le Mans und beim 12-Stunden-Rennen von Sebring. In der Formel 1 war er dagegen selten zu sehen, bei zwei Weltmeisterschaftsläufen (Großer Preis der Schweiz 1951 und 1952) kam er aber nie ins Ziel. Es folgten zahlreiche weitere Sportwagenrennen auf einem HWM-Jaguar-Sportwagen, bei lokalen Rennen in Großbritannien konnte er einige Siege feiern.
Nach dem Unfalltod seines Kompagnons John Heath bei der Mille Miglia 1956 verlor Abecassis das Interesse am Rennsport. Er betätigte sich unter anderem auch als Importeur von Facel-Vega-Fahrzeugen aus Frankreich.
1956 heiratete er in zweiter Ehe Angela Brown (1932–2000), die Tochter von (Sir) David Brown (1904–93), der von 1947 bis 1972 Eigentümer von Aston Martin war. Sein Sohn David Abecassis veröffentlichte 2010 eine ausführliche Biographie seines Vaters unter dem Titel „A Passion for Speed“.

## Statistik

### Statistik in der Automobil-Weltmeisterschaft

#### Gesamtübersicht
| Saison | Team           | Chassis | Motor        | Rennen | Siege | Zweiter | Dritter | Poles | schn. Rennrunden | Punkte | WM-Pos. |
| ------ | -------------- | ------- | ------------ | ------ | ----- | ------- | ------- | ----- | ---------------- | ------ | ------- |
| 1951   | HW Motors Ltd. | HWM 51  | Alta 2.0 L4s | 1      | −     | −       | −       | −     | −                | −      | NC      |
| 1952   | HW Motors Ltd. | HWM 52  | Alta 2.0 L4  | 1      | −     | −       | −       | −     | −                | −      | NC      |
| Gesamt | Gesamt         | Gesamt  | Gesamt       | 2      | −     | −       | −       | −     | −                | −      |         |

#### Einzelergebnisse
| Saison | 1 | 2 | 3 | 4 | 5 | 6 | 7 | 8 |
| ------ | - | - | - | - | - | - | - | - |
| 1951   |   |   |   |   |   |   |   |   |
| DNF    |   |   |   |   |   |   |   |   |
| 1952   |   |   |   |   |   |   |   |   |
| DNF    |   |   |   |   |   |   |   |   |

| Legende  | Legende            | Legende                                                          |
| Farbe    | Abkürzung          | Bedeutung                                                        |
| -------- | ------------------ | ---------------------------------------------------------------- |
| Gold     | –                  | Sieg                                                             |
| Silber   | –                  | 2. Platz                                                         |
| Bronze   | –                  | 3. Platz                                                         |
| Grün     | –                  | Platzierung in den Punkten                                       |
| Blau     | –                  | Klassifiziert außerhalb der Punkteränge                          |
| Violett  | DNF                | Rennen nicht beendet (did not finish)                            |
| Violett  | NC                 | nicht klassifiziert (not classified)                             |
| Rot      | DNQ                | nicht qualifiziert (did not qualify)                             |
| Rot      | DNPQ               | in Vorqualifikation gescheitert (did not pre-qualify)            |
| Schwarz  | DSQ                | disqualifiziert (disqualified)                                   |
| Weiß     | DNS                | nicht am Start (did not start)                                   |
| Weiß     | WD                 | zurückgezogen (withdrawn)                                        |
| Hellblau | PO                 | nur am Training teilgenommen (practiced only)                    |
| Hellblau | TD                 | Freitags-Testfahrer (test driver)                                |
| ohne     | DNP                | nicht am Training teilgenommen (did not practice)                |
| ohne     | INJ                | verletzt oder krank (injured)                                    |
| ohne     | EX                 | ausgeschlossen (excluded)                                        |
| ohne     | DNA                | nicht erschienen (did not arrive)                                |
| ohne     | C                  | Rennen abgesagt (cancelled)                                      |
| ohne     | keine WM-Teilnahme |                                                                  |
| sonstige | P/fett             | Pole-Position                                                    |
| sonstige | 1/2/3/4/5/6/7/8    | Punktplatzierung im Sprint-/Qualifikationsrennen                 |
| sonstige | SR/kursiv          | Schnellste Rennrunde                                             |
| sonstige | *                  | nicht im Ziel, aufgrund der zurückgelegten Distanz aber gewertet |
| sonstige | ()                 | Streichresultate                                                 |
| sonstige | unterstrichen      | Führender in der Gesamtwertung                                   |

### Le-Mans-Ergebnisse
| Jahr | Team              | Fahrzeug         | Teamkollege        | Platzierung            | Ausfallgrund     |
| ---- | ----------------- | ---------------- | ------------------ | ---------------------- | ---------------- |
| 1950 | Aston Martin Ltd. | Aston Martin DB2 | Lance Macklin      | Rang 5 und Klassensieg |                  |
| 1951 | Aston Martin Ltd. | Aston Martin DB2 | Brian Shawe-Taylor | Rang 5                 |                  |
| 1953 | Aston Martin Ltd. | Aston Martin DB3 | Roy Salvadori      | Ausfall                | Kupplungsschaden |

### Sebring-Ergebnisse
| Jahr | Team              | Fahrzeug         | Teamkollege      | Platzierung            | Ausfallgrund |
| ---- | ----------------- | ---------------- | ---------------- | ---------------------- | ------------ |
| 1953 | Aston Martin Ltd. | Aston Martin DB3 | Reginald Parnell | Rang 2 und Klassensieg |              |

### Einzelergebnisse in der Sportwagen-Weltmeisterschaft
| Saison | Team         | Rennwagen          | 1   | 2   | 3   | 4   | 5   | 6   | 7   |
| ------ | ------------ | ------------------ | --- | --- | --- | --- | --- | --- | --- |
| 1953   | Aston Martin | Aston Martin DB3   | SEB | MIM | LEM | SPA | NÜR | RTT | CAP |
| 1953   | Aston Martin | Aston Martin DB3   | 2   |     | DNF |     |     |     |     |
| 1954   | HWM          | HWM                | BUA | SEB | MIM | LEM | RTT | CAP |     |
| 1954   | HWM          | HWM                |     |     | DNF |     | 4   |     |     |
| 1955   |              | Austin-Healey 100S | BUA | SEB | MIM | LEM | RTT | TAR |     |
| 1955   |              | Austin-Healey 100S | 11  |     |     |     |     |     |     |